# 黑口玉黍螺
黑口玉黍螺（学名：Littoraria melanostoma）是玉黍螺科玉黍螺属的一种。

## 分佈
本物種分佈於新加坡、马来西亚、印度尼西亚、中国大陆的福建以南、台湾金門縣的金寧、金城、金沙、金湖、烈嶼等地，也見於香港的紅樹林。常栖息在潮间带。

## 外部連結
- 維基物種上的相關：黑口玉黍螺